# Vorstendom Palts-Vohenstrauß
Het vorstendom Palts-Vohenstrauß was een wereldlijk vorstendom in het Heilige Roomse Rijk. Het vorstendom was niet rijksvrij maar viel onder de landeshoheit of territoriale soevereiniteit van Palts-Neuburg. Palts-Vohenstrauß werd geregeerd door paltsgraaf Frederik uit het huis Palts-Zweibrücken. De residentie was gevestigd in Vohenstrauß.
Palts-Vohenstrauß lag in de Opper-Palts en bestond uit de noordoostelijke gebiedsdelen van het Vorstendom Palts-Neuburg. Naast het amt Vohenstrauß behoorden ook Flossenbürg en de Neuburgse helft van Parkstein-Weiden tot het vorstendom.

## Geschiedenis
In 1557 stond keurvorst Otto Hendrik van de Palts het vorstendom Palts-Neuburg af aan zijn verre neef Wolfgang van Palts-Zweibrücken. Het hertogdom Zweibücken lag aan de linkerzijde van de Rijn aan de grens met Frankrijk, het vorstendom Neuburg lag ten noorden van de Donau en grensde onder andere aan Beieren en de Opper-Palts.
In zijn testament van 1568 bepaalde Wolfgang dat zijn gebieden na zijn dood onder zijn vijf zoons verdeeld moesten worden. Wolfgangs oudste zoon Filips Lodewijk kreeg Neuburg toebedeeld, terwijl Zweibrücken aan zijn tweede zoon Johan I zou vallen. Voor zijn drie jongere zoons bestemde Wolfgang een kleiner deel van de erfenis: Otto Hendrik en Frederik kregen de kleinere en meer afgelegen gebieden van Palts-Neuburg, maar hun oudste broer behield de territoriale soevereiniteit. Karel I kreeg het Zweibrückense deel van het graafschap Sponheim, maar moest dit delen met de markgraven van Baden-Baden.
Toen hertog Wolfgang in 1569 tijdens een veldtocht in Frankrijk overleed, waren zijn jongste zoons nog minderjarig. Tot hun meerderjarigheid stonden Otto Hendrik en Frederik onder voogdij van hun oudste broer Filips Lodewijk. In 1581 werd Frederik meerderjarig en nam hij het bestuur over Vohenstrauß, Flossenbürg en zijn deel van Parkstein-Weiden over van zijn broer.
Frederik vestigde hij zijn residentie in Vohenstrauß. Hij overleed in 1597 zonder nakomelingen, zodat zijn gebieden herenigd werden met het vorstendom Palts-Neuburg.